# 上原多香子のクローストゥユー
上原多香子のクロース トゥ ユー（うえはらたかこのクローストゥユー）は、かつてTOKYO FMで放送されていたラジオ番組。

## 概要
2005年3月31日までは月曜 - 金曜深夜の帯番組であったが、4月2日より毎週土曜日の夜の25分間番組となった。提供スポンサーは番組開始時から一貫してロート製薬の1社提供である。ロート製薬がスポンサーではあるものの、本社のある関西地区（FM OSAKA、Kiss-FM KOBE、e-radio）ではネットされていなかった。また、上原の出身地である沖縄県（FM沖縄）でもネットされなかった。

## 放送内容
- 2003年10月からの半年間は上原本人の気になるキーワードについて毎日1つのテーマをもってトークするという形をとっていた。
- 2004年4月からの半年間は毎日1つの花とその花言葉についてトークするという形をとっていた。
- 2004年10月からの半年間は「ウィークリーベスト5」と題して、毎週1つのテーマについて月曜日から順にランキング形式でトークするという形をとっていた。（ここまでが帯番組）
- 2005年4月からは週1回・土曜日の放送となり、複数のコーナーから構成されるようになり、リスナーからのメール紹介や上原の愛犬からの日記メール紹介などのコーナーがある。
- 2010年3月27日の放送をもって上原が番組を降板したため、7年間の歴史に幕を閉じる。

## 放送日・放送時間
- 月曜 -  金曜 24:55 - 25:00（2003年10月1日 - 2005年3月31日）
- 土曜日 19:30 - 19:55（2005年4月2日 - 2010年3月27日）

| TOKYO FM 月曜 - 金曜 24:55-25:00 | TOKYO FM 月曜 - 金曜 24:55-25:00 | TOKYO FM 月曜 - 金曜 24:55-25:00   |
| 前番組                           | 番組名                           | 次番組                             |
| -------------------------------- | -------------------------------- | ---------------------------------- |
| -                                | 上原多香子のクローストゥユー     | 月と駝鳥                           |
| TOKYO FM 土曜日 19:30-19:55      |                                  |                                    |
| -                                | 上原多香子のクローストゥユー     | TOKYO PREMIUM NIGHT at COTTON CLUB |